# Calendrier liturgique romain

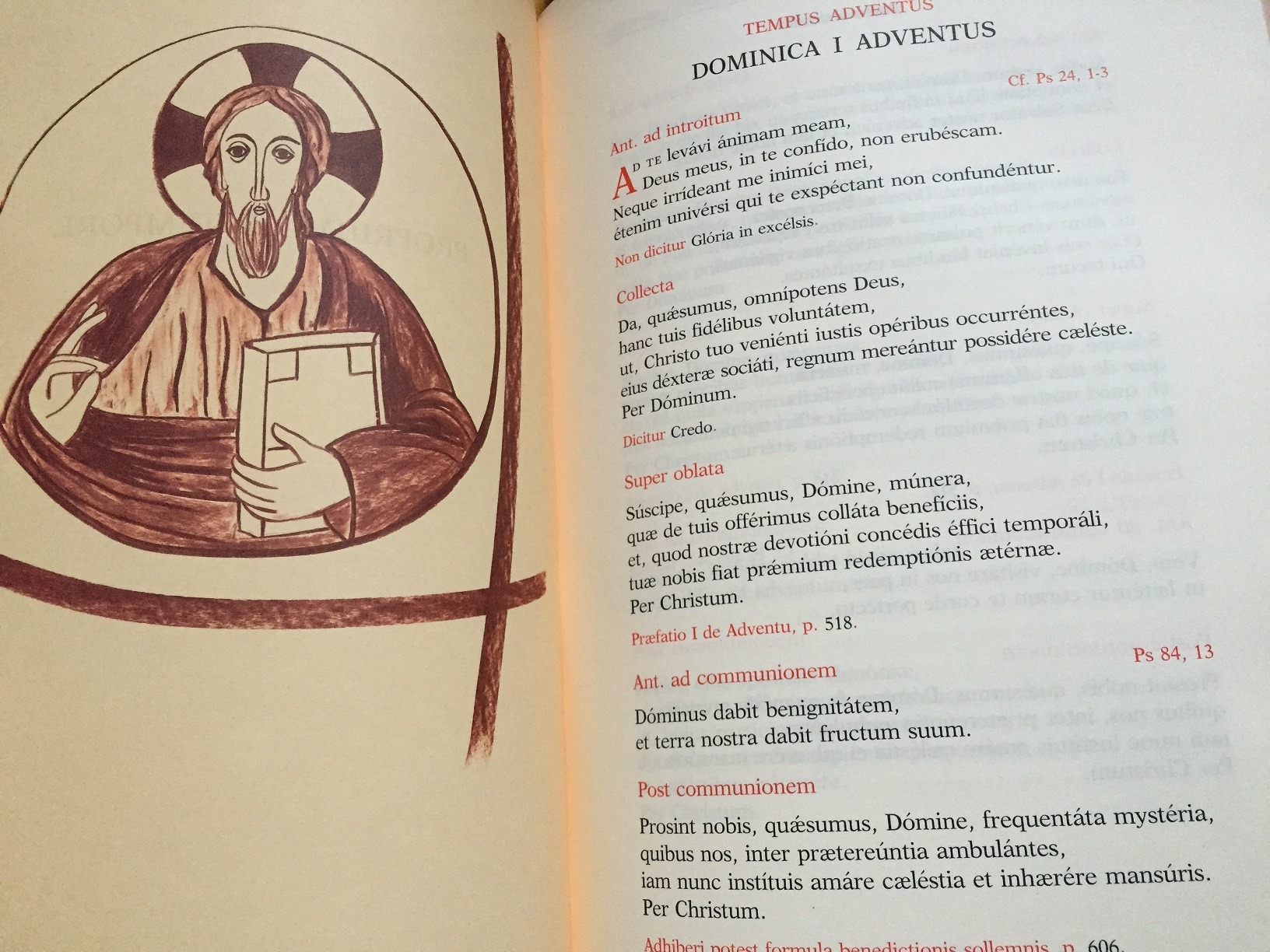
Missel romain de 2008.

Le Calendrier liturgique romain ou Calendrier romain général est le calendrier liturgique du rite romain de l'Église catholique indiquant les célébrations liturgiques associées à chaque jour de l'année. 
L'actuelle forme du Calendrier romain général lui a été donnée par le motu proprio Mysterii paschalis publié en 1969 par le pape Paul VI et par les modifications faites par ses successeurs.

## Calendrier actuel
L'actuelle forme du Calendrier romain général lui a été donnée initialement par le motu proprio Mysterii Paschalis (en) publié le 14 février 1969 par le pape Paul VI et entré en vigueur le 1er janvier 1970. Le nouveau calendrier privilégie les grandes fêtes chrétiennes et ne retient plus, pour l'Église universelle, que 180 saints associés à leur journée de fête (placée si possible le jour anniversaire de leur mort), les Églises locales étant libres d'inscrire dans leurs calendriers particuliers les célébrations de saints ou bienheureux qui sont inscrits dans le Martyrologe ou dans son appendice, et qui sont approuvées par les autorités ecclésiastiques locales compétente. Cette nouvelle forme a été modifiée au fil des ans successifs.
Quatre nouvelles fêtes de dévotion sont entrées dans le calendrier : le Nom de Jésus (3 janvier), Notre-Dame de Fatima (13 mai), le Nom de Marie (12 septembre), Notre-Dame de Guadalupe (12 décembre). On pourrait ajouter le souvenir de Notre-Dame des Douleurs le vendredi précédant le dimanche des Rameaux avec une collecte alternative.
La plus récente révision majeure incorporée dans le Missel romain remonte à 2002 (troisième édition), mais par la suite d'autres changements ont été apportés au rythme d'un changement tous les deux ans. Parmi ces inclusions récentes, on peut citer les récents papes Jean XXIII, Paul VI et Jean-Paul II, qui ont eux-mêmes modifié le calendrier de leur vivant.

### Structure
Le Calendrier liturgique romain incorpore un cycle hebdomadaire centré sur le dimanche et un cycle annuel centré sur Pâques, auxquels on peut ajouter les fêtes dont les dates ne sont  déterminées ni par la semaine ni par la date de Pâques mais par le Calendrier civil.
Le concile Vatican II a décrété que le jour dominical est « le jour de fête primordial […] le fondement et le noyau de toute l’année liturgique». Il a aussi déclaré : « Chaque semaine, au jour qu’elle a appelé "jour du Seigneur", elle [l'Église] fait mémoire de la résurrection du Seigneur, qu’elle célèbre encore une fois par an, en même temps que sa bienheureuse passion, par la grande solennité de Pâques». 
Ces principes sont réaffirmés dans les normes universelles de l'année liturgique édictées après par le Saint-Siège.

#### Cycle annuel
Sous l'aspect annuel, le Calendrier liturgique romain est basé sur deux cycles :
- cycle temporal : cycle principal centré sur les grands événements de la vie de Jésus ;
- cycle sanctoral : cycle secondaire consacré aux fêtes des saints.

##### Cycle temporal
Dans le Calendrier liturgique romain, l'année liturgique commence le premier dimanche de l'Avent et s’achève avant les premières vêpres du premier dimanche de l'Avent de l'année civile suivante.
Le cycle temporal est organisé en différentes périodes appelées temps liturgiques : 
| Temps liturgiques | Période                                                                                                 | Expressions latines  | Couleurs liturgiques |
| ----------------- | --- | -------------------- | -------------------- |
| Temps de l'Avent  | du premier dimanche de l'Avent à la veille de Noël                                                      | Tempus Adventus      | Violet               |
| Temps de Noël     | de la solennité de Noël au Baptême du Seigneur                                                          | Tempus Nativitatis   | Blanc                |
| Temps ordinaire   | du lundi qui suit le dimanche tombant après le 6 janvier, et se poursuit jusqu’au mardi avant le Carême | Tempus per annum     | Vert                 |
| Temps du Carême   | du Mercredi des Cendres au Samedi Saint                                                                 | Tempus Quadragesimae | Violet               |
| Temps de Pâques   | de Pâques au Dimanche de Pentecôte                                                                      | Tempus paschalis     | Blanc                |
| Temps ordinaire   | du lundi suivant le dimanche de Pentecôte au premier dimanche de l'Avent                                | Tempus per annum     | Vert                 |

- du premier dimanche de l'Avent à la veille de Noël est le temps de l'Avent Tempus Adventus
- de la solennité de Noël au Baptême du Seigneur est le temps de Noël, Tempus Nativitatis
- du lundi qui suit le dimanche tombant après le 6 janvier, et se poursuit jusqu’au mardi avant le Carême, est le temps ordinaire, Tempus per annum[12]
- du mercredi des Cendres à (exclusivement) la messe In Cena Domini est le temps du Carême, Tempus Quadragesimae[13]
- de la messe In Cena Domini aux vêpres du dimanche de Pâques est le Triduum pascal, Triduum paschale Passionis et Resurrectionis Domini[14]
- du dimanche de la Résurrection jusqu’au dimanche de Pentecôte (50 jours) est le temps pascal, Tempus paschalis[15]
- du lundi après le dimanche de Pentecôte jusqu'aux premières vêpres du premier dimanche de l'Avent de l'année civile suivante, exclusivement, est, de nouveau, le temps ordinaire, Tempus per annum[12]

Pendant chacun de ces temps, les lectures de la messe sont organisées en deux séries, celle des dimanches et des fêtes, qui comporte trois lectures, et celle de la semaine, qui en comprend deux.
La série des dimanches est répartie sur un cycle des trois années, marquées A, B et C. Chaque dimanche du temps ordinaire comporte trois séries de textes, suivant le principe de la lecture continue ou semi-continue (certains passages sont omis) des évangiles synoptiques : les années A l'évangile selon Matthieu, les années B l'évangile selon Marc et le chapitre 6 de l'évangile selon Jean, les années C l'évangile selon Luc. L'évangile selon Jean est lu pendant le temps pascal au cours des trois années. La première lecture, tirée de l'Ancien Testament, sauf au temps pascal, s'harmonise avec la lecture évangélique du jour. La deuxième lecture est tirée de l'une des épîtres du Nouveau Testament ou de l'Apocalypse de Jean. Ces textes sont lus en semi-continu,,.
En semaine, pendant le temps ordinaire, les lectures évangéliques sont disposées selon un cycle unique, qu'on reprend chaque année alors que la première lecture est répartie sur un cycle de deux ans, suivant les années paires et impaires. Tirée soit de l'Ancien soit du Nouveau Testament, elle est généralement lue selon le principe de la lecture semi-continue : un livre est lu de son début à sa fin, en omettant certains passages ; puis un nouveau livre est commencé. Les cycles de l'Avent, du temps de Noël et du Temps pascal, tant pour la première lecture que pour la lecture évangélique, sont les mêmes tous les ans. Au temps pascal, la première lecture est tirée des Actes des Apôtres et on lit l'évangile selon Jean.

##### Cycle sanctoral
Le cycle sanctoral du Calendrier romain général indique les fêtes des saints ainsi que les fêtes et solennités liées à la Vierge Marie et sont, en général, des dates fixes. La mémoire obligatoire de la Vierge Marie, Mère de l'Église le lundi après la Pentecôte,.
L'édition actuelle (2002) du Missel romain prévoit l'annonce, après la proclamation de l'Évangile dans la messe de l'Épiphanie, des dates des fêtes mobiles de l'année. Une fête est dite mobile quand elle ne tombe pas à date fixe : c’est le cas de toutes celles dépendant du cycle pascal (Pâques, Ascension, Pentecôte, Fête-Dieu). Elles dépendent de la date de Pâques, fixée selon le comput ecclésiastique au premier dimanche qui suit la première pleine lune après l'équinoxe de printemps.
On les distingue des fêtes fixes du Calendrier liturgique romain, qui sont liées à des dates déterminées du Calendrier civil (actuellement le Calendrier grégorien du pape Grégoire XIII).
Conformément au décret du concile Vatican II, le calendrier liturgique du rite romain distingue les fêtes générales (qui doivent être célébrées dans le monde entier, et qui sont au nombre de 180 environ), des fêtes dites particulières,. Le calendrier général est pour l’usage de tout le rite romain, le particulier pour l’usage d’une Église particulière ou d’une famille religieuse. Les calendriers particuliers, approuvés par le Saint-Siège, contiennent des célébrations spécialement propres, par exemple d'un continent ou région géographique, un pays, un diocèse, une Église locale, une congrégation ou une famille religieuse, s'harmonisant d’une façon opportune avec le cycle général,.

### Rang des célébrations
Le calendrier précise pour chaque célébration liturgique son rang selon le degré d'importance accordé par le rite romain à l'événement ou au saint qui est célébré, :
- les 18 solennités, dont la célébration commence la veille au soir avec les premières vêpres et la formule de la messe comprend trois lectures, la récitation du Gloire à Dieu et du Credo, et des lectures et oraisons propres ;
- les 52 ou 53 dimanches, dont chacun est considéré le premier jour de la semaine, le jour du Seigneur et la fête primordiale : chaque dimanche est une petite Pâques soulignant que le mystère pascal est le point central de toute l'année liturgique, et commence la veille au soir, et la messe est à trois lectures, avec Gloire à Dieu et Credo sont priés, et avec des lectures et des oraisons propres ;
- les 27 fêtes, célébrées dans un jour naturel sans premières vêpres (à moins que certaines fêtes de notre Seigneur ne tombent le dimanche) et dont la messe a généralement deux lectures (trois dans une fête de notre Seigneur qui tombe le dimanche) communes ou propres et des oraisons propres et avecGloire à Dieu ;
- les mémoires, dont la célébration de certaines, qualifiées comme facultatives, n'est pas obligatoire, les lectures du jour peuvent être utilisées, à moins qu'il n'y ait des lectures spécifiques qui mentionnent le saint célébré[26].

Le rang de chaque célébration permet de déterminer laquelle doit être retenue pour la liturgie, par exemple dans le cas où une fête mobile et une fête fixe tombent le même jour.

### Critères de formation du sanctoral
Le commentaire qui accompagnait la publication de l'actuel Calendrier liturgique romain indique que le sanctoral du calendrier a été formé sur la base de cinq critères, :
- Réduction du nombre de fêtes de dévotions nées et promues dans une région ou une famille religieuse particulière, qui ensuite a demandé l'institution d'une relative fête liturgique. Le pape Pie V dans son Bréviaire (1568) et son Missel romain (1560) n'en a retenue que deux : Fête-Dieu (1264) et Fête de la Sainte Trinité (1334). Entre 1683 et 1955 on en a introduit 16 autres. Dans l'actuel calendrier on peut classer comme fêtes de dévotion quatre solennités du Seigneur (Sainte Trinité, Eucharistie, Sacré Cœur, Royauté), une fête (Sainte Famille) et une mémoire facultative (Saint Nom de Jésus). Évidemment, il y a de très nombreuses fêtes du Seigneur non classées comme fêtes de dévotion, par exemple, les fêtes qui célèbrent des événements de la vie du Christ, et chaque dimanche, comme son nom l'indique, est une fête du Seigneur. De Marie – sans compter les fêtes d'événements (« mystères ») de sa vie (conception immaculée, nativité, visitation, assomption) – le calendrier célèbre comme solennité sa maternité, comme mémoires obligatoires sa royauté, ses douleurs, le rosaire, sa présentation, et comme mémoires facultatives Notre-Dame de Lourdes, Notre-Dame de Fátima, son cœur immaculé, son nom, Notre-Dame du Mont-Carmel, la dédication de la Basilique Sainte-Marie-Majeure, Notre-Dame de Guadalupe. Il y a aussi une fête de dévotion de Saint Joseph le travailleur (mémoire facultative).

- Examen critique des hagiographies traditionnelles de certains saints. On a donc exclu certains à propos desquels il y a de graves difficultés historiques, mais néanmoins on a conservé la mention de sainte Cécile de Rome à cause de la dévotion populaire. Parmi les martyrs romains qui ont certainement existé mais dont on ne sait rien d'autre que le nom et le lieu et la date anniversaire de l'inhumation, il fallait choisir qui omettre et qui garder. On a aussi retiré du calendrier les noms de supposés saints qui semblent plutôt avoir été les propriétaires de bâtiments privés transformés en lieux de culte paléochrétien (les tituli ou domus ecclesiae). Ici aussi une exception a été faite pour sainte Cécile.

- Choix des saints d'importance majeure. Alors que personne ne doute que des saints tels que les quatre grands docteurs de l'Église doivent être inclus dans le sanctoral, le choix des autres a été influencé par des facteurs tels que l'établissement d'un équilibre chronologique et géographique, laissant la célébration des autres à des calendriers particuliers, plutôt qu'au Calendrier romain général. Le nombre de papes et de martyrs non romains commémorés a été diminué, gardant les martyrs antiques les plus célèbres et ceux dont le culte est le plus populaire à Rome et ailleurs et les martyrs médiévaux et modernes les plus connus. Parmi les saints non martyrs, 33 mentionnés dans l'édition du sanctoral immédiatement précédente ne se trouvent plus dans le Calendrier liturgique romain.

- Révision des jours de célébration, pour faire correspondre, selon les possibilités, le jour de fête au jour de naissance au ciel. Si ceci n'était pas possible, le jour immédiatement avant ou après a été choisi ; ou le jour de la translation du corps, de la dédicace d'une église élevée en son honneur, ou de son ordination ; ou la date à laquelle un saint oriental est célébré dans l'Église à laquelle il appartenait.

- « Universalisation » du calendrier par l'inscription de saints des divers continents et régions, parmi lesquels les martyrs du Japon, d'Amérique du Nord, d'Ouganda, du Vietnam, de Chine.

## Histoire

### Rite pré-tridentin
Depuis les premiers siècles chrétiens, le Calendrier de l'Église romaine célébrait le dimanche et les principales fêtes telles que Pâques et aussi, chaque année le dies natalis de ses martyrs. À la fin du IVe siècle, le Calendrier romain était presque complet. La documentation sur la dévotion aux martyrs à Rome, telle qu'elle apparaît dans les calendriers romains de la fin du Moyen Âge au XIIIe siècle, continue de témoigner qu'à Rome seules les fêtes romaines authentiques étaient admises et que normalement chaque Église célébrait les fêtes de ses propres martyrs. Un Ordo Romanus du XIIe siècle nous apprend que le pape se rendait régulièrement aux stationes dont la liste a été conservée encore dans les éditions tridentines du Missel romain.

### Pie V
Avant la publication par le Saint-Siège en 1570 du premier Missel romain officiel, de nombreuses éditions de ce que l'on signalait comme étant la forme de la messe à la Curie romaine étaient imprimées sur initiative privée. La première édition connue portant le titre Missale romanum a été réalisée à Milan en 1474, c'est-à-dire à peine 24 ans après l'invention de l'imprimerie et 4 ans après le premier livre imprimé en France. La production de ce livre a inspiré plusieurs autres éditeurs à publier leurs propres éditions. De 1474 à la publication de 1570 près d'un siècle s'est écoulé. Durant cette période au moins 14 autres éditions paraissent : dix à Venise, trois à Paris et une à Lyon. Faute d'un organe de contrôle sur leur qualité, ils ont subi plusieurs modifications de la part des éditeurs, dont certaines ne sont pas négligeables.
Dans sa révision en 1570 du rite romain de la messe, le pape Pie V a réduit fortement à 158 le nombre de saints vénérés dans le Calendrier liturgique. On note l'absence de beaucoup de saints d'époques antérieures, par exemple, Patrick d'Irlande, François de Paule, Bernardin de Sienne, Antoine de Padoue, Anne, Joachim, Élisabeth de Hongrie. Cette réduction a été rapidement annulée : au début du XXe siècle, le Calendrier général contenait 230 fêtes et certains calendriers diocésains ajoutaient plus de 100 fêtes propres,. Dans le calendrier de Pie V, la fête du 8 décembre s'appelle « Conception de la bienheureuse Marie », sans l'adjectif « Immaculée ». Elle a repris l'adjectif « Immaculée » en 1854. Pie V n'a retenu que deux fêtes de dévotion : Fête-Dieu (1264) et Fête de la Sainte Trinité (1334).

### XXesiècle
Les principales modifications du Calendrier général romain qui ont eu lieu au XXe siècle sont les suivantes :
- 1951 : restauration dans le calendrier de la Vigile pascale par Pie XII[36] ;
- 1955 : restauration dans le calendrier de la totalité de la semaine sainte par Pie XII[36] ;
- 1960 : institution d'un nouveau calendrier général (Calendrier romain général (1960)) ;
- 1969 : institution d'un nouveau calendrier général, qui avec de successives modifications mineures est le Calendrier liturgique romain actuel.